# Dendropogon squarrulosus
Dendropogon squarrulosus là một loài rêu trong họ Cryphaeaceae. Loài này được Hampe A. Jaeger mô tả khoa học đầu tiên năm 1876.